# Wandlheim
Wandlheim ist ein Stadtteil von Germering im oberbayerischen Landkreis Fürstenfeldbruck.
Die Einöde liegt circa zwei Kilometer südwestlich von Germering an der Staatsstraße 2068.

## Geschichte
Im Jahr 1729 erlangte Christoph von Chlingensperg die Niedergerichtsbarkeit für seinen Sitz in Wandlheim. Besitznachfolger waren 1780 Graf Geisdorf und 1790 der Edle von Mayr.
Bei der Gemeindebildung im Jahr 1818 kam Wandlheim zur Gemeinde Germering.

## Baudenkmäler
Siehe auch: Liste der Baudenkmäler in Wandlheim
- Hofkapelle, erbaut im 18. Jahrhundert